# Kolej Warszawsko-Petersburska

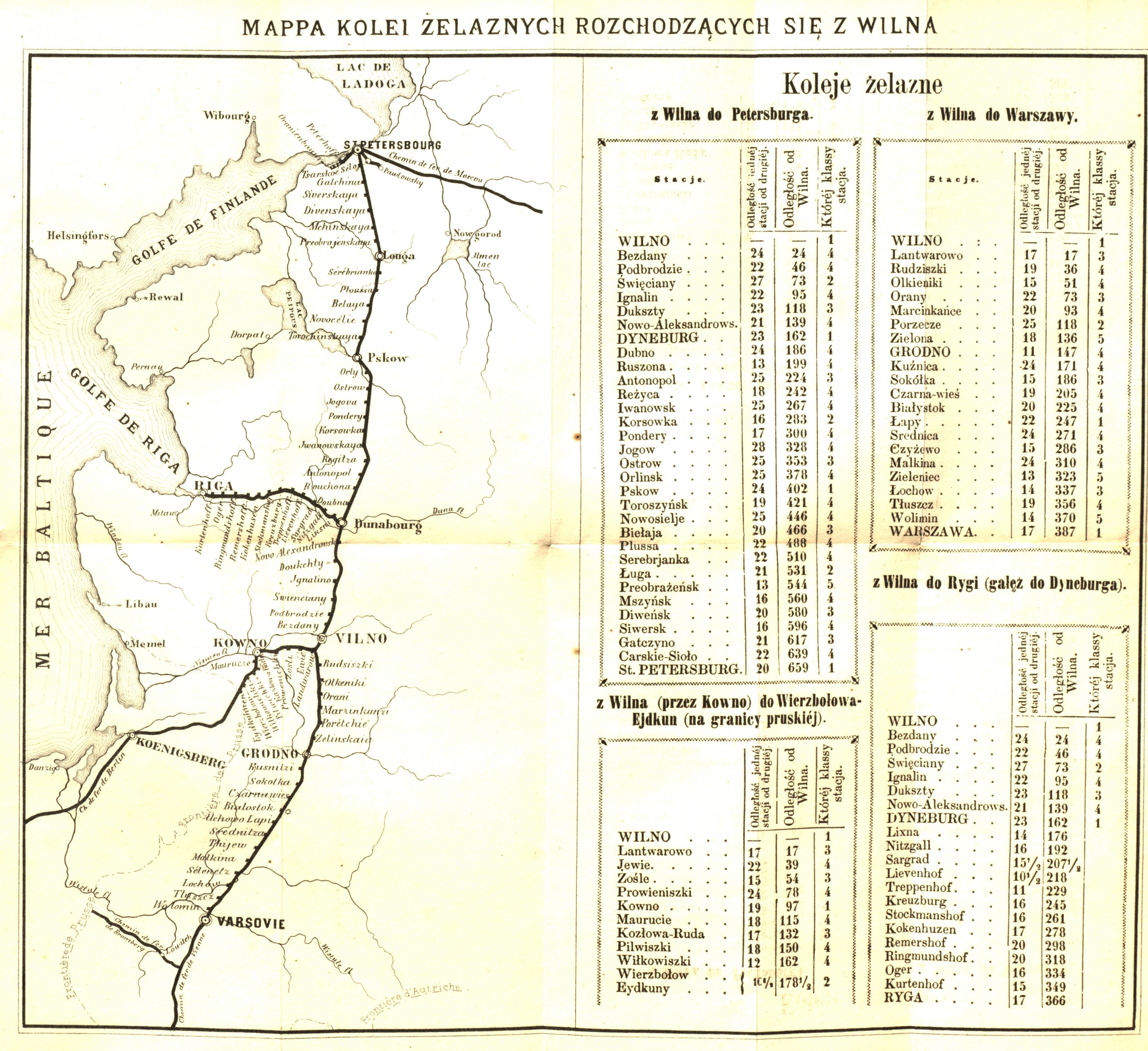
Mapa Drogi Żelaznej Warszawsko-Petersburskiej z 1862 autorstwa Adama Honorego Kirkora

Kolej Warszawsko-Petersburska (ros. Петербурго-Варшавская железная дорога, Pietierburgo-Warszawskaja żeleznaja doroga) – historyczna linia kolejowa łącząca Warszawę z Petersburgiem w Rosji. Była to druga linia kolejowa na ziemiach ówczesnego Królestwa Polskiego, otwarta w 1862 r.

## Historia
Budowa linii kolejowej łączącej Petersburg – ówczesną stolicę Imperium Rosyjskiego z Warszawą, będącą ośrodkiem administracyjnym Królestwa Polskiego (zaboru rosyjskiego), rozpoczęta została w 1851 ze środków rządu rosyjskiego. W 1852 na stanowisko zastępcy dyrektora budowy kolei został powołany polski inżynier Stanisław Kierbedź. Przy budowie pracowali również inni Polacy jak np. inżynier budowlany, hydrolog oraz wynalazca Stanisław Janicki. Z powodu wojny krymskiej w 1853 budowa została wstrzymana po wykonaniu jedynie krótkiego odcinka Petersburg – Gatczyna. Po zakończeniu działań wojennych budowę przejęło Główne Towarzystwo Rosyjskich Dróg Żelaznych. W grudniu 1862 ukończono budowę całej trasy: Petersburg – Gatczyna – Ługa – Psków – Dźwińsk – Wilno –Grodno - Białystok – Łapy – Warszawa i oddano linię kolejową do użytku. Regularny ruch pociągów na trasie Warszawa-Petersburg rozpoczął się 27 grudnia 1862 (15 grudnia wg kalendarza juliańskiego). Stałą komunikację na linii warszawsko-petersburskiej, liczącej 1330 kilometrów, otwarto 27 grudnia 1862 roku. Podróż pomiędzy końcowymi stacjami trwała wówczas 38 godzin, zaś z Warszawy do Wilna – 14 i pół godziny.
Była to druga linia kolejowa przebiegająca częściowo na ziemiach Królestwa Polskiego, po Kolei Warszawsko-Wiedeńskiej, zarazem czwarta linia kolejowa w Imperium Rosyjskim, a druga o przyjętej w Rosji jako standard szerokości toru 1524 mm.
Początkowo lokomotywy parowe dla kolei kupowano głównie w fabrykach zachodnioeuropejskich, pod koniec XIX wieku wprowadzono lokomotywy rosyjskie.
W 1895 r. Kolej Warszawsko-Petersburska została wykupiona i upaństwowiona przez rząd carski, a w 1906 r. została połączona z Bałtyjsko-Pskowsko-Ryską żelazną drogą, tworząc Północno-Zachodnie Drogi Żelazne (Северо-Западные железные дороги, Siewiero-Zapadnyje żeleznyje dorogi).
Linia kolejowa wpłynęła pozytywnie na rozwój gospodarczy takich miejscowości jak Białystok czy Łapy, gdzie powstał Zakład Naprawczy Taboru Kolejowego.
W obecnych granicach Polski liniami kolejowymi które stanowiły część dawnej Kolei Warszawsko-Petersburskiej są linie kolejowe: nr 6, 21 i 57 – wszystkie na całym swym przebiegu.
Linia Białystok – Wilno nie jest obecnie wykorzystywana w ruchu międzynarodowym (z wyjątkiem pociągów z Grodna do Polski), a na odcinku Uzbiereż (granica Białorusi) – Marcinkańce ruch kolejowy został wstrzymany. Na odcinku z Grodna do Uzbiereża i z Marcinkańców do Wilna kursują na niej jedynie lokalne pociągi pasażerskie. W 2020 r. rząd litewski rozważał odbudowę torowiska od Marcinkańców celem usprawnienia obsługi kurortu w Druskienikach.